# Hana Librová

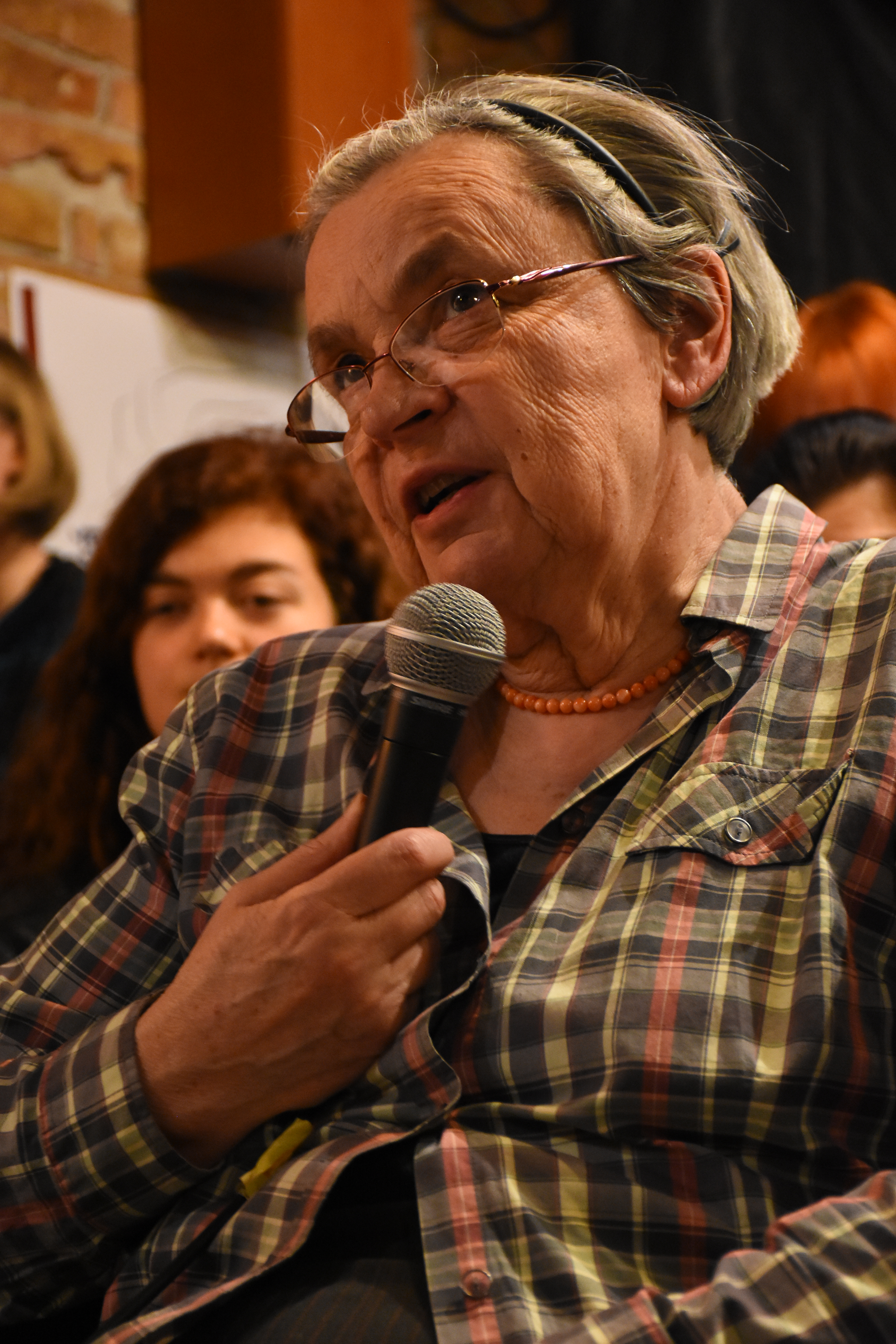
Hana Librová (2018)

Hana Librová (geb. Hana Nechutová; * 26. November 1943 in Brünn) ist eine tschechische Biologin und Soziologin.

## Leben
Sie studierte Biologie an der Jan-Evangelista-Purkyně-Universität (UJEP, heute Masaryk-Universität) in Brünn. Seit 1968 arbeitete sie an dem Lehrstuhl der Soziologie UJEP. 1997 wurde sie Professorin für Soziologie ernannt. Im 1998 begründete sie das neue Fach "Humanitní environnmentalistika" (environmental humanities) und im Jahr 1999 den Lehrstuhl für "Humanitní environnmentalistika" an der Fakultät für Sozialwissenschaften der Masaryk-Universität.
1998 erhielt sie den Josef-Vavroušek-Preis.

## Werke (Auswahl)
- Sociální potřeba a hodnota krajiny. Brno 1987, 135 s.
- Láska ke krajině? Brno 1988.
- Pestří a zelení. Kapitoly o dobrovolné skromnosti, Brno 1994. ISBN 80-85368-18-8
- Vlažní a váhaví: Kapitoly o ekologickém luxusu. Brno 2003. ISBN 80-7239-149-6
- Věrní a rozumní: kapitoly o ekologické zpozdilosti. Brno 2016. (zusammen mit: Vojtěch Pelikán, Lucie Galčanová, Lukáš Kala)